# Quilticohyla
Quilticohyla é um género de anfíbios da família Hylidae. Está distribuído por México e Guatemala.

## Espécies
- Quilticohyla acrochorda (Campbell and Duellman, 2000)
- Quilticohyla erythromma (Taylor, 1937)
- Quilticohyla sanctaecrucis (Campbell and Smith, 1992)
- Quilticohyla zoque (Canseco-Márquez, Aguilar-López, Luría-Manzano, Pineda-Arredondo, and Caviedes-Solis, 2017)